# هپوکسیلین
هپوکسیلین (به انگلیسی: Hepoxilin) با فرمول شیمیایی C۲۰H۳۲O۴ یک ترکیب شیمیایی با شناسه پاب‌کم ۵۳۵۳۶۶۶ است. که جرم مولی آن ۳۳۶٫۴۷ g/mol می‌باشد. هپوکسیلین یک ایکوزانوئید غیرکلاسیک است که در التهاب افزایش مییابد. این ترکیب از مشتقات آراشیدونیک اسید است. 